# ایزاک فلچر (بازیکن فوتبال)
ایزاک فلچر (انگلیسی: Isaac Fletcher؛ زادهٔ ۱ ژوئن ۲۰۰۲) بازیکن فوتبال است.